# Belsay

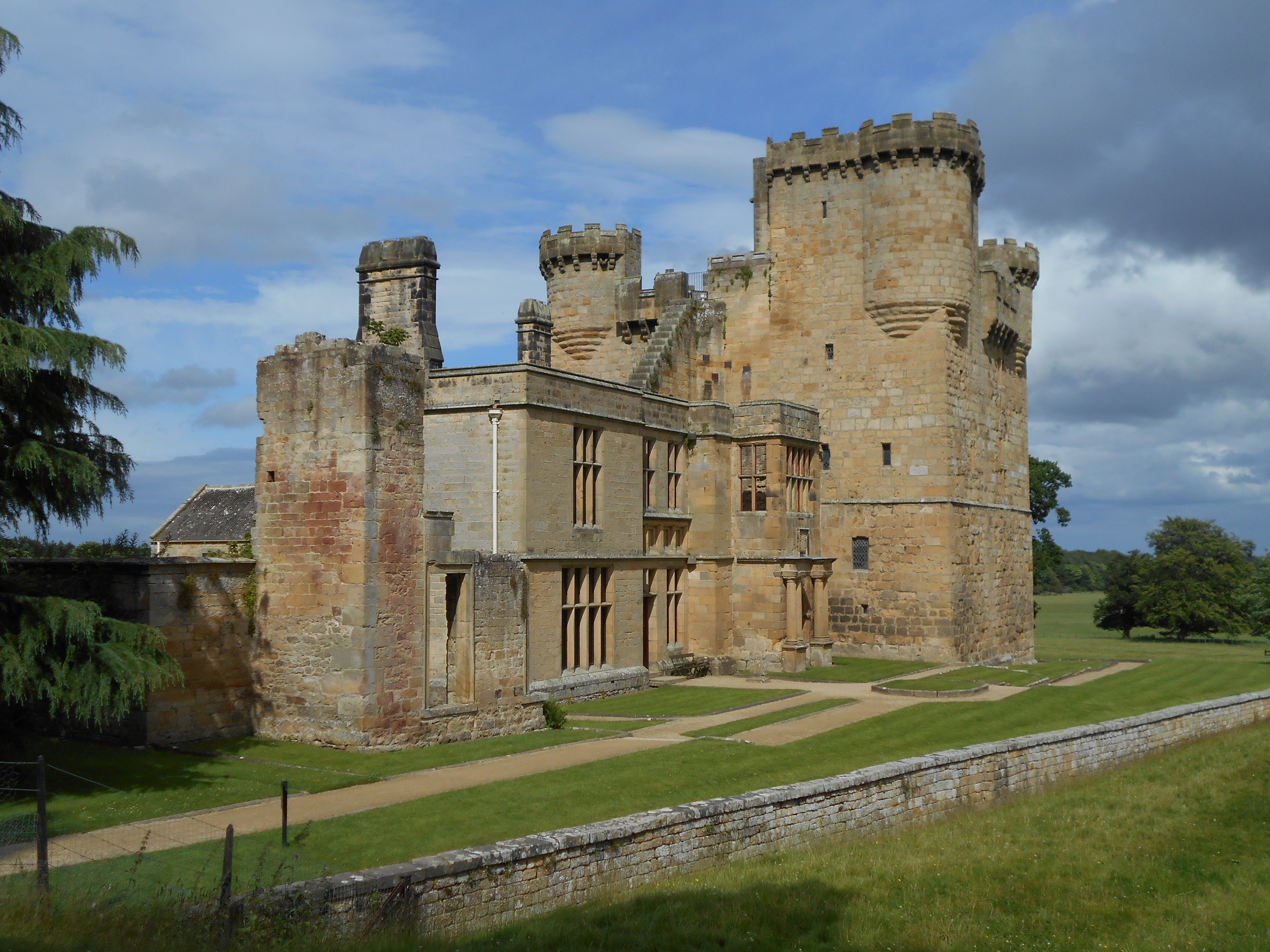
Il castello di Belsay

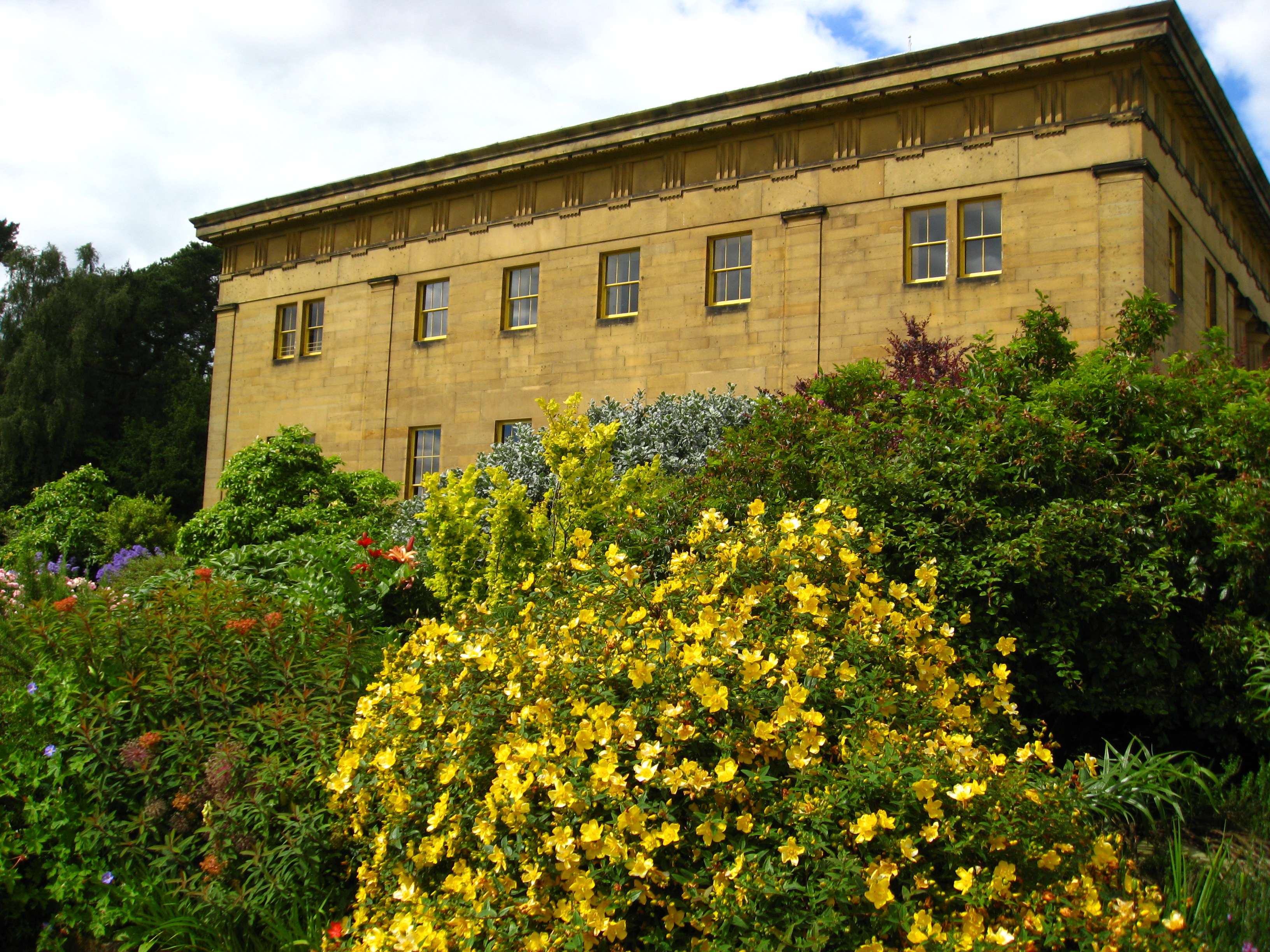
Belsay Hall

Belsay è un villaggio con status di parrocchia civile dell'Inghilterra nord-orientale, facente parte della contea del Northumberland. L'intera parrocchia civile conta una popolazione di circa 500 abitanti.

## Geografia fisica
Belsay, che fino al 2009 faceva parte del distretto soprresso di Castle Morpeth, si trova nella parte nord-orientale della contea del Northumberland, non lontano dalla costa che si affaccia sul Mare del Nord e tra le località di Sunderland e Alnwick (rispettivamente a nord della prima e a sud della seconda), a pochi chilometri a sud-ovest di Morpeth.
L'intera parrocchia civile occupa una superficie di 46,59 km².

## Storia
A partire dal 1226, la tenuta di Belsay divenne di proprietà della famiglia Middleton dopo il matrimonio di Richard e John de Middleton con le due figlie di Walter the Scott di Belsay. Nel 1270, Richard de Middleton acquistò la metà di proprietà del fratello, divenendo unico proprietario di Belsay.
Già nel 1298, anno in cui re Edoardo I d'Inghilterra intraprese una battuta di caccia in loco, si avevano notizie di una residenza a Belsay.
Nel 1317, due membri della famiglia, John de Middleton (nipote di Richard) e suo cugino Gilbert de Middleton, furono protagonisti di una rivolta in loco, in seguito alla quale i due furono condannati a morte a Londra per tradimento e i Middleton persero la proprietà della tenuta di Belsay.
I nuovi proprietari realizzarono a Belsay delle fortificazioni. In seguito, Belsay tornò in mano ai Middleton nel 1391 dopo un matrimonio.

## Monumenti e luoghi d'interesse

### Architetture militari

#### Castello di Belsay
Principale monumento di Belsay è il castello di Belsay (Belsay Castle), eretto a partire dal 1370 ca. e rimodellato nel 1614.

### Architetture civili

#### Belsay Hall
Nelle vicinanze del castello, si trova poi Belsay Hall, una residenza realizzata nel XIX secolo in stile greco-revival per volere di Sir Charles Monck, membro della famiglia Middleton.

## Società
Nel 2020, la popolazione della parrocchia civile di Belsayera è stimata in 498 abitanti, in maggioranza (261) di sesso femminile.
La popolazione al di sotto dei 18 anni era stimata in 78 unità (di cui 39 erano i bambini al di sotto dei 10 anni), mentre la popolazione dai 65 anni in su era stimata in 111 unità (di cui 15 erano le persone dagli 80 anni in su).
La community ha conusciuto un decremento demografico rispetto al 2011, quando la popolazione censita era pari a 538 unità. Il dato era in aumento rispetto al precedente censimento, quando la parrocchia civile di Belsay contava 436 unità.